# Лавриновичи (Барановичский район)
Лаври́новичи (бел. Лаўрынавічы) — деревня в Барановичском районе Брестской области Белоруссии. Входит в состав Крошинского сельсовета. Население — 306 человек (2019).

## История
В 1897 году в Даревской волости Новогрудского уезда Минской губернии. С 1921 года в гмине Дарево Барановичского повета Новогрудского воеводства Польши.
С 1939 года в составе БССР. С 15 января 1940 года в Новомышском районе Барановичской, с 8 января 1954 года Брестской областей, с 8 апреля 1957 года в Барановичском районе. С 16 июля 1954 года до 22 марта 1962 года — центр сельсовета. 
С конца июня 1941 года до 8 июля 1944 года оккупирована немецко-фашистскими захватчиками, убит один человек и разрушено 43 дома. На фронтах войны погибли 2 односельчан.
До 26 июня 2013 года входила в состав Колпеницкого сельсовета.

## Население
| Численность населения (по переписи) | Численность населения (по переписи) | Численность населения (по переписи) | Численность населения (по переписи) | Численность населения (по переписи) | Численность населения (по переписи) | Численность населения (по переписи) | Численность населения (по переписи) |
| 1897                                | 1909                                | 1921                                | 1959                                | 1970                                | 1999                                | 2009                                | 2019                                |
| ----------------------------------- | ----------------------------------- | ----------------------------------- | ----------------------------------- | ----------------------------------- | ----------------------------------- | ----------------------------------- | ----------------------------------- |
| 279                                 | ↗374                                | ↘87                                 | ↗140                                | ↗193                                | ↗221                                | ↗306                                | →306                                |

## Достопримечательности
Памятник землякам, погибшим в годы Великой Отечественной войны.